# Crossroads (Kapstadt)
Crossroads ist ein Stadtteil der Metropolgemeinde City of Cape Town in der südafrikanischen Provinz Westkap. Er wurde in den 1970er Jahren in der Zeit der Apartheid als informelle Siedlung von Schwarzen gegründet.

## Geographie
Crossroads liegt rund 17 Kilometer südöstlich des Kapstädter Stadtzentrums. 2011 lebten dort auf 2,35 Quadratkilometern 36.043 Menschen.
Die Grundfläche des Stadtteils bildet ein Dreieck. Er grenzt im Norden und Nordosten an den Flughafen Kapstadt, im Nordwesten an Nyanga, im Westen an Gugulethu. Südlich des eigentlichen Nyanga schließt sich New Crossroads an, das auch zu Nyanga gehört. Südlich von Crossroads, zwischen der New Eisleben Road und Stock Road, liegt ein Gewerbegebiet. Der Stadtteil befindet sich im nördlichen Abschnitt der Cape Flats.
| Nyanga, Boquinar Industrial Area | Flughafen Kapstadt                          | Flughafen Kapstadt              |
| Gugulethu, Nyanga                | Kompassrose, die auf Nachbargemeinden zeigt | Swartklip Interchange (N2/R300) |
| Philippi                         | Philippi                                    | Klipfontein                     |

## Geschichte
Crossroads entstand in den 1970er Jahren als Hüttensiedlung, nachdem Arbeiter auf einer nahegelegenen Farm aufgefordert worden waren, sich an einer Straßenkreuzung (englisch „Crossroads“) in den Cape Flats niederzulassen. 1975 wurden die Bewohner aufgefordert, das Gebiet zu verlassen und in das abgelegenere Khayelitsha zu ziehen. Der Befehl wurde aber nicht befolgt, da sich mehrere, teils von Frauen geführte Gruppen dagegen gewandt hatten, darunter Black Sash. 1977 lebten bereits rund 18.000 Menschen in dem Township. 1978 wurde Crossroads zum emergency camp („Notlager“) erklärt, so dass die Stadtverwaltung das Township erhalten musste. Die umliegenden, schnell wachsenden informellen Siedlungen wurden dagegen zerstört. Viele Bewohner suchten in Crossroads Schutz. Bei einer Razzia im September 1978 wurden 900 Menschen in Crossroads verhaftet, die sich dort nicht aufhalten durften. Gegen solche behördlichen Übergriffe gründeten Bewohner ein Joint Action Committee (deutsch etwa: „Vereinigtes Aktionskomitee“), in dem erneut viele Frauen aktiv waren.
Am 18. Februar 1985 kam es in Crossroads zu Unruhen mit acht Toten, die auf die umliegenden Stadtteile ausbreiteten. Einige Einwohner hatten sich gegen den wachsenden Einfluss der oppositionellen United Democratic Front (UDF) gewandt und die Organisation Witdoeke (deutsch etwa: „Weißtücher“) gegründet, die mit der südafrikanischen Polizei und Armee kollaborierte, um die UDF zu unterdrücken. Die Witdoeke griffen vom 25. Mai bis 12. Juni 1986 Crossroads und benachbarte Townships an und setzten zahlreiche Hüttensiedlungen in Brand, so dass 60.000 Menschen obdachlos wurden. In den späten 1980er Jahren wurden viele Witdoeke als kitskonstabels bei der Polizei angestellt.
1986 wurde die Nichtregierungsorganisation Development Action Group (DAG) gegründet. Ziel war die Verbesserung der Wohnsituation. Unter anderem arbeitete die spätere Bürgermeisterin von Kapstadt und stellvertretende Präsidentin der Nationalversammlung, Nomaindia Mfeketo, für die DAG. Sie wurde 2020 südafrikanische Botschafterin in den Vereinigten Staaten.

## Wirtschaft und Verkehr
Crossroads dient seit seinem Bestehen als Wohnsiedlung.
Die Nationalstraße N2 führt nördlich an Crossroads vorbei. Den Abschluss nach Westen bildet der M18, nach Süden der M9.

## Persönlichkeiten
- Nomaindia Mfeketo (* 1952), südafrikanische Politikerin und Diplomatin, lebte in Crossroads